# Simfonia núm. 4 (Sibelius)
La Simfonia núm. 4 en la menor, op. 63, és una de les set simfonies completades compostes per Jean Sibelius. Escrita entre 1910 i 1911, va ser estrenada a Hèlsinki el 3 d'abril de 1911 per la Societat Filharmònica, sota la direcció de Sibelius.
Amb un estil rigorós i sobri, la Quarta Simfonia és una de les obres de Sibelius més profundes i inquietants. El compositor la va definir com «una protesta contra la música contemporània... sense cap element "circenc"». El mateix compositor la va anomenar la seva "simfonia psicològica".
Va ser composta en una etapa marcada per l’alternança entre períodes d’esperança i moments de profunda angoixa, amb dificultats econòmiques i seriosos problemes de salut (li van diagnosticar un tumor cancerós a la gola i començava a patir les conseqüències de l’alcoholisme), circumstàncies que van influir decisivament en el destí d’una de les obres més reconegudes per la crítica del seu autor.

## Origen i context
Diversos fets van contribuir a la gènesi de la Quarta Simfonia. La vida personal de Sibelius es va veure eclipsada pel tumor a la gola que li va ser diagnosticat la primavera de 1908. Mentre treballava en el quartet Voces intimae durant la seva estada a Londres, Sibelius va començar a experimentar dolors a la gola. Això el va portar a consultar diversos especialistes a Hèlsinki i Berlín per investigar la possibilitat que es tractés d’un càncer. Tot i que va passar per una operació reeixida per extirpar-lo l'estiu d'aquell any, la por a una recaiguda va romandre amb ell durant diversos anys. També hi havia reptes musicals a tenir en compte. Molts compositors avançaven cap a un idioma més dissonant i modernista que desafiava l'hegemonia de la música tonal. Sibelius també es va veure obligat a considerar la seva aproximació a les qüestions estilístiques.
Sibelius va tenir la idea d'un canvi d'estil mentre estava a Berlín el 1909. Aquests pensaments encara estaven a la seva ment quan a finals de setembre va viatjar al parc nacional de Koli amb el pintor finlandès, cunyat i col·laborador de Sibelius, Eero Järnefelt. Hi van passar uns dies, concretament al llac Pielinen a la regió icònica finlandesa de Carèlia Septentrional, prop de Joensuu. Al mateix indret havia passat la seva lluna de mel disset anys abans. El compositor va considerar aquesta visita com una de les experiències més grans de la seva vida. La Quarta Simfonia de Sibelius es va inspirar en part en el seu viatge a Koli. Sibelius la va dedicar a Järnefelt.
La composició de la simfonia va ser interrompuda constantment per viatges, gires de concerts a Escandinàvia i altres llocs, i altres encàrrecs, de manera que l'obra no es va acabar fins al 1911.

## Representacions
La Quarta Simfonia es va completar just a temps per al concert de les obres de Sibelius a Hèlsinki el 3 d'abril de 1911. Va ser rebuda amb emocions contradictòries tant pel públic, que va quedar desconcertat, com per la crítica. Els primers oients van considerar la seva severitat gairebé insuportable; un crític de Finlàndia fins i tot la va batejar com la "simfonia del pa d’escorça", una referència als temps de fam del segle XIX, quan la població es veia obligada a alimentar-se amb escorça d’arbres per poder subsistir.
Les seves primeres representacions a l'estranger també van resultar difícils. Va ser titllada com a «ultramoderna» a Suècia, un feu generalment receptiu al seu art. Va escandalitzar Amèrica quan va arribar a Nova York: la resposta de Toscanini, quan l'obra va ser rebuda amb burla, va anunciar una repetició immediata!
Això no va ser gens sorprenent tenint en compte que l'obra és la més austera i estilísticament atrevida de totes les simfonies de Sibelius. Tot i que continua en la línia de la puresa clàssica que havia començat a explorar a la Tercera Simfonia, és un cop d'ull cap a les profunditats psicològiques de l'expressionisme.
Amb la Quarta Simfonia, Sibelius havia mirat cap a l'abisme i la proximitat de la mort li va provocar canvis irreversibles en la seva psique i en la seva mirada musical.

## Instrumentació
Està escrit per a una orquestra que inclou 2 flautes, 2 oboès, 2 clarinets (en si ♭ i la), 2 fagots, 4 trompes (en fa i mi), 2 trompetes (en fa i mi), 3 trombons, timbals, glockenspiel i cordes.

## Moviments
L'obra consta de quatre moviments⁣:
1. Tempo molto moderato, quasi adagio (en la menor / clau ambigua)
2. Allegro molto vivace (en fa major / clau ambigua)
3. Il tempo largo (in ambiguous key / do♯ menor)
4. Allegro (en la major / clau ambigua, acabant en la menor)

Per a aquesta obra Sibelius va invertir les posicions clàssiques tradicionals del segon i tercer moviment, situant el moviment lent com a tercer. També comença la peça amb un moviment lent en lloc del tradicional moviment ràpid d'obertura (és el mateix ordre que moltes obres orquestrals barroques). Una actuació típica dura entre 35 i 40 minuts.

### Anàlisi
Després de la Tercera Simfonia, que constava de tres moviments, Sibelius va adoptar de nou la forma clàssica de quatre moviments en la Quarta Simfonia. Tot i que la distribució dels moviments recorda superficialment la de la simfonia romàntica tradicional, l'element que distingeix aquesta obra és l'ús prominent i innovador de l'interval del tríton (quarta augmentada), que defineix tant el seu caràcter únic com la seva cohesió interna. El tríton és harmònicament un interval considerat dissonant i melòdicament estava vetat pel contrapunt tradicional.
L'interval del tríton domina el material melòdic i harmònic de la peça, però d'una manera completament diferent de com domina la Tercera Simfonia. S'indica immediatament, en una frase fosca per a violoncels, contrabaix i fagots, augmentant do–re–fa♯–mi sobre un dur uníson do.
Audio playback is not supported in your browser. You can download the audio file.
La majoria dels temes de la simfonia impliquen el tríton; al final, gran part de la tensió harmònica sorgeix d'una col·lisió entre les tecles de la menor i mi ♭ major, un tríton a part. El xoc bitonal entre la i mi ♭ a la recapitulació del final condueix al caos tonal a la coda, en què les notes rivals do, la, mi ♭ i fa ♯ (és a dir, els parells de trítons entrellaçats do–fa ♯, la–mi ♭) s'esforcen per ascendir en una sèrie de dissonàncies entrellaçades amb molts enfrontaments entre terceres majors i menors.
Audio playback is not supported in your browser. You can download the audio file.
El glockenspiel intenta en va aclamar l'establiment momentani de la major; però al capdavall és la insistència de do ♮ (la nota amb la qual va començar tan impactant l'obra) la que obliga el moviment i la simfonia a tancar-se en un desolat la menor, sense melodia ni pols rítmic.
Molts comentaristes han sentit en la simfonia proves de lluita o desesperació. Harold Truscott escriu: "Aquesta obra... està plena d'un pressentiment que probablement és el resultat inconscient de... la percepció d'una atmosfera que havia d'explotar el 1914 en una guerra mundial⁣". Sibelius també havia patit recentment terrors en la seva vida personal: el 1908, a Berlín, li van extirpar un tumor cancerós de la gola. Timothy Day escriu que "l'operació va tenir èxit, però va viure durant molts anys en constant temor a la reaparició del tumor, i des de 1908 fins a 1913 l'ombra de la mort va quedar sobre la seva vida". Altres crítics han escoltat desolació en l'obra: un dels primers crítics finlandesos, Elmer Diktonius, va batejar l'obra com la simfonia de Barkbröd, fent referència a la fam del segle anterior durant la qual els escandinaus famolencs havien hagut de menjar pa d'escorça per sobreviure.
Segons el biògraf de Sibelius, Erik W. Tawaststjerna, la simfonia reflecteix l'època psicoanalítica i introspectiva en què Sigmund Freud i Henri Bergson van subratllar el significat de l'inconscient, i anomena la Quarta Simfonia "un dels documents més notables de l'era psicoanalític". Fins i tot el mateix Sibelius va anomenar la seva composició "una simfonia psicològica". El seu germà, el psiquiatre Christian Sibelius (1869–1922), va ser un dels primers estudiosos a parlar de psicoanàlisi a Finlàndia.
Segons James Hepokoski, la Quarta Simfonia és l'«expressió culminant del seu estil modernoclàssic, trencat, desesperadament contemplatiu, perdudament solitari en el seu to, un producte d’una gran lluita compositiva i, sobretot, una clara declaració de la faceta separatista de la seva conflictiva personalitat artística».
L'any abans de començar la simfonia, Sibelius havia conegut molts dels seus contemporanis a l'Europa central, inclosos Arnold Schönberg, Ígor Stravinski i altres; la seva trobada amb la seva música va provocar una crisi en la seva pròpia vida compositiva. Va dir en una carta a la seva amiga (i biògrafa) Rosa Newmarch sobre la simfonia: "És una protesta contra la música actual. No té absolutament res del circ". Més tard, quan li van preguntar sobre la simfonia, va citar August Strindberg: "Det är synd om människorna" (Un sent pietat pels éssers humans).
La simfonia va tenir breument un sobrenom, Lucus a non lucendo, expressió que literalment significa "un bosc que no il·lumina", suggerint, en aquest cas, un lloc on la llum no penetra.